# Аскитон
Аскитон (англ. Askeaton; ирл. Eas Géitine, Ас-Гетине) — деревня в Ирландии, находится в графстве Лимерик (провинция Манстер) у трассы N69.
Местная железнодорожная станция была открыта 12 мая 1857 года, закрыта для пассажиров 4 февраля 1963 года и окончательно закрыта 2 декабря 1974 года.

## Демография
Население — 979 человек (по переписи 2006 года). В 2002 году население составляло 921 человек.
Данные переписи 2006 года:
| Общие демографические показатели |               |                               |                               |      |      |
| Всё население                    | Всё население | Изменения населения 2002—2006 | Изменения населения 2002—2006 | 2006 | 2006 |
| 2002                             | 2006          | чел.                          | %                             | муж. | жен. |
| 921                              | 979           | 58                            | 6,3                           | 476  | 503  |